# Série hypergéométrique basique
En mathématiques, les séries hypergéométriques basiques de Heine, ou q-séries hypergéométriques, sont des généralisations q-analogues des séries hypergéométriques généralisées, à leur tour étendues par les  séries hypergéométriques elliptiques.
Une série xn est appelée hypergéométrique si le rapport de deux termes successifs xn+1/xn est une fraction rationnelle de n. Si le rapport de deux termes successifs est une fraction rationnelle en qn, alors la série est dite hypergéométrique basique, et le nombre q est appelé base.
La série hypergéométriques basique 2ϕ1(qα,qβ;qγ;q,x) a d'abord été introduite par Eduard Heine 1846. On retrouve la série hypergéométrique F(α,β;γ;x) à la limite si la base q vaut 1.

## Définition
Il existe deux formes de séries hypergéométriques basiques, les séries hypergéométriques basiques unilatérales ϕ, et les plus générales, les séries hypergéométriques basiques bilatérales ψ.
Les séries hypergéométriques basiques unilatérales sont définies par
{\displaystyle \;_{j}\phi _{k}\left[{\begin{matrix}a_{1}&a_{2}&\ldots &a_{j}\\b_{1}&b_{2}&\ldots &b_{k}\end{matrix}};q,z\right]=\sum _{n=0}^{\infty }{\frac {(a_{1},a_{2},\ldots ,a_{j};q)_{n}}{(b_{1},b_{2},\ldots ,b_{k},q;q)_{n}}}\left((-1)^{n}q^{n \choose 2}\right)^{1+k-j}z^{n}}
avec
{\displaystyle (a_{1},a_{2},\ldots ,a_{m};q)_{n}=(a_{1};q)_{n}(a_{2};q)_{n}\ldots (a_{m};q)_{n}}
et
{\displaystyle (a;q)_{n}=\prod _{k=0}^{n-1}(1-aq^{k})=(1-a)(1-aq)(1-aq^{2})\cdots (1-aq^{n-1})}
est le q-symbole de Pochhammer.
Le cas spécial le plus important correspond à j=k + 1, où on obtient
{\displaystyle \;_{k+1}\phi _{k}\left[{\begin{matrix}a_{1}&a_{2}&\ldots &a_{k}&a_{k+1}\\b_{1}&b_{2}&\ldots &b_{k}\end{matrix}};q,z\right]=\sum _{n=0}^{\infty }{\frac {(a_{1},a_{2},\ldots ,a_{k+1};q)_{n}}{(b_{1},b_{2},\ldots ,b_{k},q;q)_{n}}}z^{n}.}
Cette série est dite balancée si a1 ... ak + 1 = b1 ...bkq.
Elle est dite bien équilibrée si a1q = a2b1 = ... = ak + 1bk, et très bien équilibrée si on a en plus a2 = −a3 = qa11/2.
La série hypergéométrique basique unilatérale est une q-analogue de la série hypergéométrique dans le sens où elle vérifie (Koekoek et Swarttouw 1996)
{\displaystyle \lim _{q\to 1}\;_{j}\phi _{k}\left[{\begin{matrix}q^{a_{1}}&q^{a_{2}}&\ldots &q^{a_{j}}\\q^{b_{1}}&q^{b_{2}}&\ldots &q^{b_{k}}\end{matrix}};q,(q-1)^{1+k-j}z\right]=\;_{j}F_{k}\left[{\begin{matrix}a_{1}&a_{2}&\ldots &a_{j}\\b_{1}&b_{2}&\ldots &b_{k}\end{matrix}};z\right].}
Les séries hypergéométriques basiques bilatérales, correspondant aux séries hypergéométriques bilatérales, sont définies par
{\displaystyle \;_{j}\psi _{k}\left[{\begin{matrix}a_{1}&a_{2}&\ldots &a_{j}\\b_{1}&b_{2}&\ldots &b_{k}\end{matrix}};q,z\right]=\sum _{n=-\infty }^{\infty }{\frac {(a_{1},a_{2},\ldots ,a_{j};q)_{n}}{(b_{1},b_{2},\ldots ,b_{k};q)_{n}}}\left((-1)^{n}q^{n \choose 2}\right)^{k-j}z^{n}.}
Le cas spécial le plus important correspond à j=k, où elle devient
{\displaystyle \;_{k}\psi _{k}\left[{\begin{matrix}a_{1}&a_{2}&\ldots &a_{k}\\b_{1}&b_{2}&\ldots &b_{k}\end{matrix}};q,z\right]=\sum _{n=-\infty }^{\infty }{\frac {(a_{1},a_{2},\ldots ,a_{k};q)_{n}}{(b_{1},b_{2},\ldots ,b_{k};q)_{n}}}z^{n}.}
Les séries unilatérales peuvent être obtenues comme un cas particulier des bilatérales en fixant une des variables b égales à q, au moins quand aucune des variables a est une puissance de q, car alors tous les termes correspondant à n < 0 s'annulent dans ce cas.

## Cas simples
Parmi les cas les plus simples, on trouve
{\displaystyle {\frac {z}{1-q}}\;_{2}\phi _{1}\left[{\begin{matrix}q\;q\\q^{2}\end{matrix}}\;;q,z\right]={\frac {z}{1-q}}+{\frac {z^{2}}{1-q^{2}}}+{\frac {z^{3}}{1-q^{3}}}+\ldots }
et
{\displaystyle {\frac {z}{1-q^{1/2}}}\;_{2}\phi _{1}\left[{\begin{matrix}q\;q^{1/2}\\q^{3/2}\end{matrix}}\;;q,z\right]={\frac {z}{1-q^{1/2}}}+{\frac {z^{2}}{1-q^{3/2}}}+{\frac {z^{3}}{1-q^{5/2}}}+\ldots }
et
{\displaystyle \;_{2}\phi _{1}\left[{\begin{matrix}q\;-1\\-q\end{matrix}}\;;q,z\right]=1+{\frac {2z}{1+q}}+{\frac {2z^{2}}{1+q^{2}}}+{\frac {2z^{3}}{1+q^{3}}}+\ldots .}

## Le théorèmeq-binomial
Le théorème q-binomial (publié pour la première fois en 1811 par Heinrich August Rothe, établit que
{\displaystyle \;_{1}\phi _{0}(a;q,z)={\frac {(az;q)_{\infty }}{(z;q)_{\infty }}}=\prod _{n=0}^{\infty }{\frac {1-aq^{n}z}{1-q^{n}z}}}
qui s'obtient en appliquant à plusieurs reprises l'identité
{\displaystyle \;_{1}\phi _{0}(a;q,z)={\frac {1-az}{1-z}}\;_{1}\phi _{0}(a;q,qz).}
Le cas spécial a = 0 est liée à la q-exponentielle.

### Théorème binomial de Cauchy
Le théorème binomial de Cauchy est un cas spécial du théorème q-binomial.
{\displaystyle \sum _{n=0}^{N}y^{n}q^{n(n+1)/2}{\begin{bmatrix}N\\n\end{bmatrix}}_{q}=\prod _{k=1}^{N}\left(1+yq^{k}\right)\qquad ({\textrm {pour}}|q|<1)}
avec {\displaystyle {\begin{bmatrix}N\\n\end{bmatrix}}_{q}} le coefficient q-binomial :
{\displaystyle {\begin{bmatrix}N\\n\end{bmatrix}}_{q}={\frac {(q)_{N}}{(q)_{n}(q)_{N-n}}}=\prod _{i=0}^{n-1}{\frac {1-q^{N-n}}{1-q^{n+1}}}.}

## Identité de Ramanujan
Srinivasa Ramanujan a posé l’identité
{\displaystyle \;_{1}\psi _{1}\left[{\begin{matrix}a\\b\end{matrix}};q,z\right]=\sum _{n=-\infty }^{\infty }{\frac {(a;q)_{n}}{(b;q)_{n}}}z^{n}={\frac {(b/a,q,q/az,az;q)_{\infty }}{(b,b/az,q/a,z;q)_{\infty }}}}
vraie pour tout |q| < 1 et |b/a| < |z| < 1. Des identités similaires pour 6ψ6 ont été données par Bailey. De telles identités peuvent être vues comme des généralisations du théorème de triple produit de Jacobi, qui peuvent être écrites par des q-séries par
{\displaystyle \sum _{n=-\infty }^{+\infty }q^{n(n+1)/2}z^{n}=(q;q)_{\infty }\;(-1/z;q)_{\infty }\;(-zq;q)_{\infty }.}
Ken Ono donne une série entière liée :
{\displaystyle A(z;q){\stackrel {\rm {def}}{=}}{\frac {1}{1+z}}\sum _{n=0}^{\infty }{\frac {(z;q)_{n}}{(-zq;q)_{n}}}z^{n}=\sum _{n=0}^{\infty }(-1)^{n}z^{2n}q^{n^{2}}.}

## Intégrale de contour de Watson
Comme analogue de l'intégrale de Barnes (en) pour la série hypergéométrique, Watson a montré que
{\displaystyle {}_{2}\phi _{1}(a,b;c;q,z)={\frac {-1}{2\pi {\rm {i}}}}{\frac {(a,b;q)_{\infty }}{(q,c;q)_{\infty }}}\int _{-{\rm {i}}\infty }^{{\rm {i}}\infty }{\frac {(qq^{s},cq^{s};q)_{\infty }}{(aq^{s},bq^{s};q)_{\infty }}}{\frac {\pi }{\sin(\pi s)}}(-z)^{s}\,\mathrm {d} s}
où les pôles de (aqs , bqs ; q)∞ sont sur la gauche du contour et les pôles restants sur la droite. Il existe une intégrale de contour similaire pour r+1ϕr.
Cette intégrale de contour donne un prolongement analytique continu de la fonction hypergéométrique basique en z.